# OM 4OMF
L'OM 4OMF era un autocarro medio italiano impiegato dal Regio Esercito durante la seconda guerra mondiale.